# Volcà de la Canya
El Volcà de la Canya és un antic volcà situat al municipi de Sant Joan les Fonts, a la comarca catalana de la Garrotxa.